# Куич, Гордана
Гордана Куич (серб. Гордана Куић, 29 августа 1942 года, Белград — 13 января 2023 года, там же) — сербская писательница. Лауреат многих литературных премий Югославии.
Произведения Горданы Куич в основном вдохновлены её матерью, Бланкой Леви, которой она посвятила два романа, и её сестрами. Гордана наиболее известна своим первым романом «Запах дождя на Балканах» (вариант — «Аромат дождя на Балканах», серб. Miris kise na Balkanu), первоначально опубликованным издательством еврейской общины в Белграде в 1986 году. Впоследствии по книге был поставлен балет, театральная пьеса и снят телесериал. Её произведения переведены на французский, английский, польский, македонский, словенский, итальянский, немецкий, испанский и иврит.

## Биография
Предки Горданы Куич были евреями-сефардами. Она родилась в Белграде, в то время оккупированном немцами.
Высшее образование получила на факультете английского языка и литературы филологического факультета Белградского университета и Хантер-колледжа в Нью-Йорке. Работала консультантом по английскому языку в американском посольстве в Белграде, консультантом в AYUSA International в Белграде, а также администратором по английскому языку в Восточной Европе и департаменте гуманитарной помощи бывшим югославским республикам в Фонде Сороса в Нью-Йорке.
Литературный дебют Горданы Куич состоялся в 1986 году, когда свет увидел её первый роман (он же имел, неожиданно, большой успех у читателей и критиков, как оказалось впоследствии — самый большой из всех произведения Куич) «Запах дождя на Балканах» (серб. Мирис кише на Балкану). В этом романе рассказывается история сефардской еврейской семьи Салом из Сараево, жизнь которой резко изменилась после начала Первой мировой войны. Автор описывает судьбы пяти женщин во время великих социальных потрясений. На фоне политических событий 1914—1945 годов пять девушек — Нина, Бука, Клара, Бланки и Рики — ищут самореализации и любви и тем самым открывают новые горизонты, не принимая во внимание этнические и религиозные барьеры.
Автор описывает потерянный мир и разрушенную культуру мирного сосуществования боснийских евреев, мусульман, сербских православных и католиков в Сараево того времени. Давид Албахари оценил эту работу как значительный вклад в довольно скромную еврейскую литературу Сербии, которая, однако, выходит за её пределы и, несомненно, может претендовать на всеобщее значение.
В 2006 году Куич получила награду «Женское перо» за лучшую прозу книжной ярмарки в Баня-Луке за собрание сочинений, в 2010 году была награждена издателями и книготорговцами БиГ. В 2012 году сериал «Запах дождя на Балканах» был включен в число претендентов на премию Международной телевизионной академии (эквивалент Оскара) «Emmy Award»
Считала, что для писателя нет большего признания, чем быть прочитанным:

Публика неподкупна. Она — единственная причина, по которой мои романы продолжаются. Эта продолжительность является подтверждением ценности. Другими словами, если мои романы будут читать через сто лет, это будет означать, что они чего-то стоят, хотя, к сожалению, я не смогу получить от этого удовольствие
Оригинальный текст (серб.)Publika je nepotkupljiva. Samo zbog nje moji romani traju. To trajanje je potvrda vrednosti. Drugim rečima, ako se moji romani budu čitali za sto godina, značiće da nešto vrede, mada u tome, nažalost, ja neću moći da uživam

Куич умерла 13 января 2023 года в возрасте 80 лет в Белграде. Похороны прошли 19 января на Новом кладбище в Белграде.

## Экранизации
- 2012 «Цвет липы на Балканах» (Cvat lipe na Balkanu)
- 2011 «Запах дождя на Балканах» (Мирис кише на Балкану)
- 2010 «Запах дождя на Балканах»